# Frontal kollision på Grønnehave Station
Frontal kollision på Grønnehave Station (Helsingør). Under indkørsel på Grønnehave Station HHGB den 15. juli 1996 kolliderede tog 136 fra Hornbæk frontalt med det udkørende tog 37. Det anslås at tog 37's hastighed var 10-15 km/t medens det modkørende 136 holdt stille eller næsten stille. Ved kollisionen blev enkelte personer lettere kvæstet og der skete begrænsede materielle skader.
DSB's havarigruppe forestod undersøgelserne på vegne af Tilsynet med privatbanerne. Det konkluderedes, at der ikke havde været stillet udkørselstogvej for tog 37, da det afgik fra Grønnehave.
|  | Denne artikel kan blive bedre, hvis der indsættes geografiske koordinater Denne artikel omhandler et emne, som har en geografisk lokation. Du kan hjælpe ved at indsætte koordinater i wikidata. |